# 麻镇
麻镇，是中华人民共和国陕西省榆林市府谷县一个已撤销的乡级行政区，2015年，陕西省民政厅批复同意撤销麻镇，将其所辖行政区域划归黄甫镇。